# Ocimum vanderystii
Ocimum vanderystii là một loài thực vật có hoa trong họ Hoa môi. Loài này được (De Wild.) A.W.Hill mô tả khoa học đầu tiên năm 1929.